# Concierto para piano y cuerdas (Mendelssohn)
El Concierto para Piano y Orquesta de Cuerdas en La menor MWV. O 2 fue compuesto por Felix Mendelssohn en 1822 a la edad de 13 años. Fue el primer concierto para piano escrito por el autor, el 5 de diciembre de ese mismo año. Re-descubierto en el siglo XX, el concierto no se editó oficialmente hasta 1997. Dos versiones arregladas para piano de Breitkopf & Härtel han sido publicados desde entonces.
Se cree que fue compuesta para amenizar los "Domingos musicales" en la casa de la familia Mendelssohn, pero hay muchos puntos poco claros para más información.

## Estructura
El concierto se estructura en tres movimientos. La duración es de unos 33 minutos.

### Primer movimiento
Allegro, en La menor, con compás de 4/4. Tiene una forma clásica de sonata concertada. El segundo tema en Do mayor.

### Segundo movimiento
Adagio, en Mi mayor, compás de 3/4. ABEBA de forma rondó cerca.

### Tercer movimiento
Allegro ma non troppo, en La menor, compás de 4/4.